# Elecciones municipales de 2015 en Asturias
Las elecciones municipales de 2015 en Asturias se celebraron el día 24 de mayo de dicho año.

## Resultados por número de alcaldes
| Partido        | Alcaldes salientes | Alcaldes electos | Diferencia |
| PP             | 14                 | 9                | -5         |
| PSOE           | 46                 | 51               | +5         |
| FAC            | 9                  | 5                | -4         |
| IU             | 5                  | 7                | +2         |
| Independientes | 4                  | 6                | +2         |
| -------------- | ------------------ | ---------------- | ---------- |

## Alcaldes salientes y alcaldes electos en concejos de más de 2.000 habitantes
| Municipio                  | Población | Alcalde saliente                   | Partido       | Alcalde electo o reelecto           | Partido                   |
| -------------------------- | --------- | ---------------------------------- | ------------- | ----------------------------------- | ------------------------- |
| Gijón                      | 275.735   | Carmen Moriyón                     |               | Carmen Moriyón                      |                           |
| Oviedo                     | 223.765   | Agustín Iglesias Caunedo           |               | Wenceslao López                     |                           |
| Avilés                     | 81.659    | Pilar Varela Díaz                  |               | María Virtudes Monteserín Rodríguez |                           |
| Siero                      | 52.380    | Eduardo Enrique Martínez Llosa     |               | Ángel Antonio García González       |                           |
| Langreo                    | 42.403    | María Fernández Álvarez            |               | Jesús Manuel Sánchez Antuña         |                           |
| Mieres                     | 41.013    | Aníbal José Vázquez Fernández      |               | Aníbal José Vázquez Fernández       |                           |
| Castrillón                 | 22.816    | Yasmina Triguero Estévez           |               | Yasmina Triguero Estévez            |                           |
| San Martín del Rey Aurelio | 17.460    | Enrique Fernández Rodríguez        |               | Enrique Fernández Rodríguez         |                           |
| Corvera de Asturias        | 16.153    | José Luis Vega Álvarez             |               | Iván Fernández García               |                           |
| Villaviciosa               | 14.030    | José Manuel Felgueres Abad         |               | Alejandro Vega Riego                |                           |
| Llanera                    | 14.962    | José Avelino Sánchez Menéndez      |               | Gerardo Sanz Pérez                  |                           |
| Llanes                     | 13.960    | Mª Dolores Álvarez Campillo        |               | Enrique Riestra Rozas               | VecinosXLlanes            |
| Laviana                    | 13.791    | Adrián Barbón                      |               | Adrián Barbón Rodríguez             |                           |
| Cangas de Narcea           | 13.710    | José Luis Fontaniella Fernández    |               | José Víctor Rodríguez Fernández     |                           |
| Valdés                     | 13.241    | Simón Guardado Pérez               |               | Simón Guardado Pérez                |                           |
| Lena                       | 11.949    | Ramón Argüelles Cordero            |               | Ramón Argüelles Cordero             |                           |
| Aller                      | 11.768    | David Moreno Bobela                |               | David Moreno Bobela                 |                           |
| Tineo                      | 10.829    | José Ramón Feito Lorences          |               | José Ramón Feito Lorences           |                           |
| Carreño                    | 10.700    | Miguel Ángel Riego González        |               | Amelia Fernández López              |                           |
| Gozón                      | 10.675    | Ramón Manuel Artime Fernández      |               | Jorge Suárez                        |                           |
| Grado                      | 10.471    | Antonio Rey González               |               | José Luis Trabanco González         |                           |
| Pravia                     | 8.799     | Antonio Silverio de Luis Solar     |               | Antonio Silverio de Luis Solar      |                           |
| Navia                      | 8.772     | Ignacio García Palacios            |               | Ignacio García Palacios             |                           |
| Piloña                     | 7.915     | Mª del Carmen Barrera Fernández    |               | Iván Allende Toraño                 |                           |
| Cangas de Onís             | 6.678     | José Manuel González Castro        |               | José Manuel González Castro         |                           |
| Ribadesella                | 6.002     | Rosario Montserrat Fernández Román |               | Rosario Montserrat Fernández Román  |                           |
| Salas                      | 5.962     | Sergio Hidalgo Alonso              |               | Sergio Hidalgo Alonso               |                           |
| Parres                     | 5.804     | Marcos Gutiérrez Escandón          |               | Emilio Manuel García Longo          |                           |
| Nava                       | 5.444     | Emilio Ballesteros Baños           | Asturianistes | Juan Cañal Canteli                  |                           |
| Noreña                     | 5.422     | César Movilla Anta                 |               | Mª Amparo Antuña Suárez             | Independientes por Noreña |
| Cudillero                  | 5.369     | Luis Fernández Garay               |               | Ignacio Escribano Fernández         |                           |
| Soto del Barco             | 4.150     | Jaime José Menéndez García         | CISB          | Jaime José Menéndez García          | CISB                      |
| Vegadeo                    | 4.045     | María Begoña Calleja Quijada       |               | César Álvarez Fernández             |                           |
| Tapia de Casariego         | 3.971     | Enrique Fernández Castelao         |               | Enrique Fernández Castelao          |                           |
| El Franco                  | 3.901     | Cecilia Pérez Sánchez              |               | Cecilia Pérez Sánchez               |                           |
| Castropol                  | 3.696     | José Ángel Pérez García            |               | José Ángel Pérez García             |                           |
| Colunga                    | 3.569     | José Rogelio Pando Valle           |               | José Rogelio Pando Valle            |                           |
| Coaña                      | 3.436     | Salvador Méndez Méndez             |               | Salvador Méndez Méndez              |                           |
| Morcín                     | 2.811     | Jesús Álvarez Barbao               |               | Jesús Álvarez Barbao                |                           |
| Riosa                      | 2.307     | José Antonio Muñiz Álvarez         |               | José Antonio Muñiz Álvarez          |                           |
| Candamo                    | 2.108     | José Antonio García Vega           |               | Natalia González Menéndez           |                           |
| Cabrales                   | 2.097     | Carlos Javier Puente Fernández     |               | Francisco González López            |                           |

## Resultados en los concejos de más de 2.000 habitantes

### Aller
- 17 concejales a elegir
- Alcalde saliente: David Moreno Bobela - PSOE
- Alcalde electo: David Moreno Bobela - PSOE

|              |              |        |        |  |  |  |  |  |
| Censo        | Censo        | 10.263 | 100%   |  |  |  |  |  |
| Abstenciones | Abstenciones | 3.740  | 36,44% |  |  |  |  |  |
| Votantes     | Votantes     | 6.523  | 63,56% |  |  |  |  |  |
| Blancos      | Blancos      | 110    | 1,71%  |  |  |  |  |  |
| Nulos        | Nulos        | 87     | 1,33%  |  |  |  |  |  |
| Válidos      | Válidos      | 6.436  | 98,67% |  |  |  |  |  |

### Avilés
- 25 concejales a elegir
- Alcaldesa saliente: Pilar Varela Díaz - PSOE
- Alcaldesa electa: Mª Virtudes Monteserín Rodríguez - PSOE

|              |              |        |        |  |  |  |  |  |
| Censo        | Censo        | 67.815 | 100%   |  |  |  |  |  |
| Abstenciones | Abstenciones | 26.440 | 38,99% |  |  |  |  |  |
| Votantes     | Votantes     | 41.375 | 61,01% |  |  |  |  |  |
| Blancos      | Blancos      | 871    | 2,13%  |  |  |  |  |  |
| Nulos        | Nulos        | 536    | 1,30%  |  |  |  |  |  |
| Válidos      | Válidos      | 40.839 | 98,70% |  |  |  |  |  |

### Cabrales
- 11 concejales a elegir
- Alcalde saliente: Carlos Javier Puente Fernández - FAC
- Alcalde electo: Francisco González López - PP

|              |              |       |        |  |  |  |  |  |
| Censo        | Censo        | 1.859 | 100%   |  |  |  |  |  |
| Abstenciones | Abstenciones | 468   | 25,17% |  |  |  |  |  |
| Votantes     | Votantes     | 1.391 | 74,83% |  |  |  |  |  |
| Blancos      | Blancos      | 27    | 1,99%  |  |  |  |  |  |
| Nulos        | Nulos        | 32    | 2,30%  |  |  |  |  |  |
| Válidos      | Válidos      | 1.359 | 97,70% |  |  |  |  |  |

### Candamo
- 11 concejales a elegir
- Alcalde saliente: José Antonio García Vega - PSOE
- Alcalde electo: Natalia González Menéndez- PSOE

|              |              |       |        |  |  |  |  |  |
| Censo        | Censo        | 1.846 | 100%   |  |  |  |  |  |
| Abstenciones | Abstenciones | 572   | 30,99% |  |  |  |  |  |
| Votantes     | Votantes     | 1.274 | 69,01% |  |  |  |  |  |
| Blancos      | Blancos      | 19    | 1,51%  |  |  |  |  |  |
| Nulos        | Nulos        | 13    | 1,02%  |  |  |  |  |  |
| Válidos      | Válidos      | 1.261 | 98,98% |  |  |  |  |  |

### Cangas del Narcea
- 17 concejales a elegir
- Alcalde saliente: José Luis Fontaniella Fernández - PP
- Alcalde electo: José Víctor Rodríguez Fernández - PSOE

|              |              |        |        |  |  |  |  |  |
| Censo        | Censo        | 11.507 | 100%   |  |  |  |  |  |
| Abstenciones | Abstenciones | 4.999  | 43,44% |  |  |  |  |  |
| Votantes     | Votantes     | 6.508  | 56,56% |  |  |  |  |  |
| Blancos      | Blancos      | 192    | 3,00%  |  |  |  |  |  |
| Nulos        | Nulos        | 111    | 1,71%  |  |  |  |  |  |
| Válidos      | Válidos      | 6.397  | 98,29% |  |  |  |  |  |

### Cangas de Onís
- 13 concejales a elegir
- Alcalde saliente: José Manuel González Castro - PP
- Alcalde electo: José Manuel González Castro - PP

|              |              |       |        |  |  |  |  |  |
| Censo        | Censo        | 5.315 | 100%   |  |  |  |  |  |
| Abstenciones | Abstenciones | 1.677 | 31,55% |  |  |  |  |  |
| Votantes     | Votantes     | 3.638 | 68,45% |  |  |  |  |  |
| Blancos      | Blancos      | 40    | 1,11%  |  |  |  |  |  |
| Nulos        | Nulos        | 43    | 1,18%  |  |  |  |  |  |
| Válidos      | Válidos      | 3.595 | 98,82% |  |  |  |  |  |

### Carreño
- 17 concejales a elegir
- Alcalde saliente: Miguel Ángel Riego González - PSOE
- Alcaldesa electa: Amelia Fernández López - PSOE

|              |              |       |        |  |  |  |  |  |
| Censo        | Censo        | 9.172 | 100%   |  |  |  |  |  |
| Abstenciones | Abstenciones | 3.355 | 36,58% |  |  |  |  |  |
| Votantes     | Votantes     | 5.817 | 63,42% |  |  |  |  |  |
| Blancos      | Blancos      | 124   | 2,16%  |  |  |  |  |  |
| Nulos        | Nulos        | 66    | 1,13%  |  |  |  |  |  |
| Válidos      | Válidos      | 3.289 | 98,87% |  |  |  |  |  |

### Castrillón
- 21 concejales a elegir
- Alcaldesa saliente: Yasmina Triguero Estévez - IU
- Alcaldesa electa: Yasmina Triguero Estévez - IU

|              |              |        |        |  |  |  |  |  |
| Censo        | Censo        | 19.354 | 100%   |  |  |  |  |  |
| Abstenciones | Abstenciones | 7.328  | 37,86% |  |  |  |  |  |
| Votantes     | Votantes     | 12.026 | 62,14% |  |  |  |  |  |
| Blancos      | Blancos      | 270    | 2,28%  |  |  |  |  |  |
| Nulos        | Nulos        | 187    | 1,55%  |  |  |  |  |  |
| Válidos      | Válidos      | 11.839 | 98,45% |  |  |  |  |  |

### Castropol
- 11 concejales a elegir
- Alcalde saliente: José Ángel Pérez García - PSOE
- Alcalde electo: José Ángel Pérez García - PSOE

|              |              |       |        |  |  |  |  |  |
| Censo        | Censo        | 3.221 | 100%   |  |  |  |  |  |
| Abstenciones | Abstenciones | 1.048 | 32,54% |  |  |  |  |  |
| Votantes     | Votantes     | 2.173 | 67,46% |  |  |  |  |  |
| Blancos      | Blancos      | 57    | 2,67%  |  |  |  |  |  |
| Nulos        | Nulos        | 39    | 1,79%  |  |  |  |  |  |
| Válidos      | Válidos      | 2.134 | 98,21% |  |  |  |  |  |

### Coaña
- 11 concejales a elegir
- Alcalde saliente: Salvador Méndez Méndez - PP
- Alcalde electo: Salvador Méndez Méndez - PP

|              |              |       |        |  |  |  |  |  |
| Censo        | Censo        | 2.924 | 100%   |  |  |  |  |  |
| Abstenciones | Abstenciones | 894   | 30,55% |  |  |  |  |  |
| Votantes     | Votantes     | 2.032 | 69,45% |  |  |  |  |  |
| Blancos      | Blancos      | 49    | 2,47%  |  |  |  |  |  |
| Nulos        | Nulos        | 52    | 2,56%  |  |  |  |  |  |
| Válidos      | Válidos      | 1.980 | 97,44  |  |  |  |  |  |

### Colunga
- 11 concejales a elegir
- Alcalde saliente: José Rogelio Pando Valle - PSOE
- Alcalde electo: José Rogelio Pando Valle - PSOE

|              |              |       |        |  |  |  |  |  |
| Censo        | Censo        | 3.130 | 100%   |  |  |  |  |  |
| Abstenciones | Abstenciones | 1.047 | 33,45% |  |  |  |  |  |
| Votantes     | Votantes     | 2.083 | 66,55% |  |  |  |  |  |
| Blancos      | Blancos      | 41    | 2,00%  |  |  |  |  |  |
| Nulos        | Nulos        | 28    | 1,34%  |  |  |  |  |  |
| Válidos      | Válidos      | 2.055 | 98,66% |  |  |  |  |  |

### Corvera de Asturias
- 17 concejales a elegir
- Alcalde saliente: José Luis Vega Álvarez - PSOE
- Alcalde electo: Iván Fernández García - PSOE

|              |              |        |        |  |  |  |  |  |
| Censo        | Censo        | 13.383 | 100%   |  |  |  |  |  |
| Abstenciones | Abstenciones | 5.015  | 37,47% |  |  |  |  |  |
| Votantes     | Votantes     | 8.368  | 62,53% |  |  |  |  |  |
| Blancos      | Blancos      | 131    | 1,58%  |  |  |  |  |  |
| Nulos        | Nulos        | 90     | 1,08%  |  |  |  |  |  |
| Válidos      | Válidos      | 5.278  | 98,42% |  |  |  |  |  |

### Cudillero
- 13 concejales a elegir
- Alcalde saliente: Luis Fernández Garay - PSOE
- Alcalde electo: Ignacio Escribano Fernández - PP

|              |              |       |        |  |  |  |  |  |
| Censo        | Censo        | 4.646 | 100%   |  |  |  |  |  |
| Abstenciones | Abstenciones | 1.529 | 32,91% |  |  |  |  |  |
| Votantes     | Votantes     | 3.117 | 67,09% |  |  |  |  |  |
| Blancos      | Blancos      | 98    | 3,30%  |  |  |  |  |  |
| Nulos        | Nulos        | 143   | 4,59%  |  |  |  |  |  |
| Válidos      | Válidos      | 2.974 | 96,41% |  |  |  |  |  |

### El Franco
- 11 concejales a elegir
- Alcaldesa saliente: Cecilia Pérez Sánchez - PSOE
- Alcalde electo: Cecilia Pérez Sánchez - PSOE

|              |              |       |        |  |  |  |  |  |
| Censo        | Censo        | 3.344 | 100%   |  |  |  |  |  |
| Abstenciones | Abstenciones | 1.084 | 32,42% |  |  |  |  |  |
| Votantes     | Votantes     | 2.260 | 67,58% |  |  |  |  |  |
| Blancos      | Blancos      | 101   | 4,60%  |  |  |  |  |  |
| Nulos        | Nulos        | 104   | 4,68%  |  |  |  |  |  |
| Válidos      | Válidos      | 3.240 | 95,42% |  |  |  |  |  |

### Grado
- 13 concejales a elegir
- Alcalde saliente: Antonio Rey González - PP
- Alcalde electo: José Luis Trabanco González - IU

|              |              |       |        |  |  |  |  |  |
| Censo        | Censo        | 8.886 | 100%   |  |  |  |  |  |
| Abstenciones | Abstenciones | 3.451 | 41,15% |  |  |  |  |  |
| Votantes     | Votantes     | 4.935 | 58,85% |  |  |  |  |  |
| Blancos      | Blancos      | 146   | 3,01%  |  |  |  |  |  |
| Nulos        | Nulos        | 84    | 1,70%  |  |  |  |  |  |
| Válidos      | Válidos      | 4.851 | 98,30% |  |  |  |  |  |

### Gijón
- 27 concejales a elegir
- Alcaldesa saliente: Mª del Carmen Moriyón Entrialgo - FAC
- Alcaldesa electa: Mª del Carmen Moriyón Entrialgo - FAC

|              |              |         |        |  |  |  |  |  |
| Censo        | Censo        | 228.612 | 100%   |  |  |  |  |  |
| Abstenciones | Abstenciones | 85.753  | 37,51% |  |  |  |  |  |
| Votantes     | Votantes     | 142.859 | 62,49% |  |  |  |  |  |
| Blancos      | Blancos      | 2.015   | 1,42%  |  |  |  |  |  |
| Nulos        | Nulos        | 1.281   | 0,90%  |  |  |  |  |  |
| Válidos      | Válidos      | 141.578 | 99,10% |  |  |  |  |  |

### Gozón
- 17 concejales a elegir
- Alcalde saliente: Ramón Manuel Artime Fernández - PP
- Alcalde electo: Jorge Suárez García - PSOE

|              |              |       |        |  |  |  |  |  |
| Censo        | Censo        | 9.342 | 100%   |  |  |  |  |  |
| Abstenciones | Abstenciones | 3.729 | 39,92% |  |  |  |  |  |
| Votantes     | Votantes     | 5.613 | 60,08% |  |  |  |  |  |
| Blancos      | Blancos      | 178   | 3,22%  |  |  |  |  |  |
| Nulos        | Nulos        | 92    | 1,64%  |  |  |  |  |  |
| Válidos      | Válidos      | 5.521 | 98,36% |  |  |  |  |  |

### Langreo
- 21 concejales a elegir
- Alcaldesa saliente: María Fernández Álvarez - PSOE
- Alcalde electo: Jesús Manuel Sánchez Antuña -  IU

|              |              |        |        |  |  |  |  |  |
| Censo        | Censo        | 30.918 | 100%   |  |  |  |  |  |
| Abstenciones | Abstenciones | 15.529 | 43,23% |  |  |  |  |  |
| Votantes     | Votantes     | 20.389 | 56,77% |  |  |  |  |  |
| Blancos      | Blancos      | 498    | 2,50%  |  |  |  |  |  |
| Nulos        | Nulos        | 449    | 2,20%  |  |  |  |  |  |
| Válidos      | Válidos      | 15.080 | 97,80% |  |  |  |  |  |

### Laviana
- 17 concejales a elegir
- Alcalde saliente: Adrián Barbón Rodríguez - PSOE
- Alcalde electo: Adrián Barbón Rodríguez - PSOE

|              |              |        |        |  |  |  |  |  |
| Censo        | Censo        | 11.622 | 100%   |  |  |  |  |  |
| Abstenciones | Abstenciones | 4.385  | 37,73% |  |  |  |  |  |
| Votantes     | Votantes     | 7.237  | 62,27% |  |  |  |  |  |
| Blancos      | Blancos      | 124    | 1,76%  |  |  |  |  |  |
| Nulos        | Nulos        | 206    | 2,85%  |  |  |  |  |  |
| Válidos      | Válidos      | 7.031  | 97,15% |  |  |  |  |  |

### Lena
- 17 concejales a elegir
- Alcalde saliente: Ramón Argüelles Cordero - IU
- Alcalde electo: Ramón Argüelles Cordero - IU

|              |              |        |        |  |  |  |  |  |
| Censo        | Censo        | 10.079 | 100%   |  |  |  |  |  |
| Abstenciones | Abstenciones | 3.835  | 38,05% |  |  |  |  |  |
| Votantes     | Votantes     | 6.244  | 61,95% |  |  |  |  |  |
| Blancos      | Blancos      | 133    | 2,16%  |  |  |  |  |  |
| Nulos        | Nulos        | 94     | 1,51%  |  |  |  |  |  |
| Válidos      | Válidos      | 6.150  | 98,49% |  |  |  |  |  |

### Llanera
- 17 concejales a elegir
- Alcalde saliente: José Avelino Sánchez Menéndez - PP
- Alcalde electo:  Gerardo Sanz Pérez - PSOE

|              |              |        |        |  |  |  |  |  |
| Censo        | Censo        | 11.421 | 100%   |  |  |  |  |  |
| Abstenciones | Abstenciones | 4.096  | 35,86% |  |  |  |  |  |
| Votantes     | Votantes     | 7.325  | 64,14% |  |  |  |  |  |
| Blancos      | Blancos      | 127    | 1,76%  |  |  |  |  |  |
| Nulos        | Nulos        | 105    | 1,43%  |  |  |  |  |  |
| Válidos      | Válidos      | 7.220  | 98,57% |  |  |  |  |  |

### Llanes
- 17 concejales a elegir
- Alcaldesa saliente: Mª Dolores Álvarez Campillo - PSOE
- Alcalde electo: Enrique Riestra Rozas - VecinosXLlanes

|              |              |        |        |  |  |  |  |  |
| Censo        | Censo        | 11.528 | 100%   |  |  |  |  |  |
| Abstenciones | Abstenciones | 3.546  | 30,76% |  |  |  |  |  |
| Votantes     | Votantes     | 7.982  | 69,24% |  |  |  |  |  |
| Blancos      | Blancos      | 144    | 1,83%  |  |  |  |  |  |
| Nulos        | Nulos        | 132    | 1,65%  |  |  |  |  |  |
| Válidos      | Válidos      | 7.850  | 98,35% |  |  |  |  |  |

### Morcín
- 11 concejales a elegir
- Alcalde saliente: Jesús Álvarez Barbao - PSOE
- Alcalde electo: Jesús Álvarez Barbao - PSOE

|              |              |       |        |  |  |  |  |  |
| Censo        | Censo        | 2.336 | 100%   |  |  |  |  |  |
| Abstenciones | Abstenciones | 616   | 26,37% |  |  |  |  |  |
| Votantes     | Votantes     | 1.720 | 73,63% |  |  |  |  |  |
| Blancos      | Blancos      | 21    | 1,24%  |  |  |  |  |  |
| Nulos        | Nulos        | 21    | 1,22%  |  |  |  |  |  |
| Válidos      | Válidos      | 1.699 | 98,78% |  |  |  |  |  |

### Mieres
- 21 concejales a elegir
- Alcalde saliente: Aníbal José Vázquez Fernández - IU
- Alcalde electo: Aníbal José Vázquez Fernández - IU

|              |              |        |        |  |  |  |  |  |
| Censo        | Censo        | 35.351 | 100%   |  |  |  |  |  |
| Abstenciones | Abstenciones | 14.270 | 40,37% |  |  |  |  |  |
| Votantes     | Votantes     | 21.081 | 59,63% |  |  |  |  |  |
| Blancos      | Blancos      | 335    | 1,61%  |  |  |  |  |  |
| Nulos        | Nulos        | 302    | 1,43%  |  |  |  |  |  |
| Válidos      | Válidos      | 20.779 | 98,57% |  |  |  |  |  |

### Nava
- 13 concejales a elegir
- Alcalde saliente: Emilio Ballesteros Baños - Asturianistes
- Alcalde electo: Juan Cañal Canteli - PSOE

|              |              |       |        |  |  |  |  |  |
| Censo        | Censo        | 4.599 | 100%   |  |  |  |  |  |
| Abstenciones | Abstenciones | 1.588 | 34,53% |  |  |  |  |  |
| Votantes     | Votantes     | 3.011 | 65,47% |  |  |  |  |  |
| Blancos      | Blancos      | 87    | 2,93%  |  |  |  |  |  |
| Nulos        | Nulos        | 43    | 1,43%  |  |  |  |  |  |
| Válidos      | Válidos      | 2.968 | 98,57% |  |  |  |  |  |

### Navia
- 13 concejales a elegir
- Alcalde saliente: Ignacio García Palacios - PSOE
- Alcalde electo: Ignacio García Palacios - PSOE

|              |              |       |        |  |  |  |  |  |
| Censo        | Censo        | 7.336 | 100%   |  |  |  |  |  |
| Abstenciones | Abstenciones | 2.667 | 36,35% |  |  |  |  |  |
| Votantes     | Votantes     | 4.669 | 63,65% |  |  |  |  |  |
| Blancos      | Blancos      | 101   | 2,21%  |  |  |  |  |  |
| Nulos        | Nulos        | 90    | 1,93%  |  |  |  |  |  |
| Válidos      | Válidos      | 4.579 | 98,07% |  |  |  |  |  |

### Noreña
- 13 concejales a elegir
- Alcalde saliente: César Movilla Anta - PSOE
- Alcalde electo: Mª Amparo Antuña Suárez - Independientes por Noreña

|              |              |       |        |  |  |  |  |  |
| Censo        | Censo        | 5.383 | 100%   |  |  |  |  |  |
| Abstenciones | Abstenciones | 1.605 | 36,62% |  |  |  |  |  |
| Votantes     | Votantes     | 2.778 | 63,38% |  |  |  |  |  |
| Blancos      | Blancos      | 85    | 3,11%  |  |  |  |  |  |
| Nulos        | Nulos        | 43    | 1,55%  |  |  |  |  |  |
| Válidos      | Válidos      | 2.735 | 98,45% |  |  |  |  |  |

### Oviedo
- 27 concejales a elegir
- Alcalde saliente: Agustín Iglesias Caunedo - PP
- Alcalde electo: Francisco Wenceslao López Martínez - PSOE

|              |              |         |        |  |  |  |  |  |
| Censo        | Censo        | 180.066 | 100%   |  |  |  |  |  |
| Abstenciones | Abstenciones | 74.460  | 39,69% |  |  |  |  |  |
| Votantes     | Votantes     | 108.606 | 60,31% |  |  |  |  |  |
| Blancos      | Blancos      | 2.036   | 1,89%  |  |  |  |  |  |
| Nulos        | Nulos        | 1.142   | 1,05%  |  |  |  |  |  |
| Válidos      | Válidos      | 107.564 | 98,95% |  |  |  |  |  |

### Parres
- 13 concejales a elegir
- Alcalde saliente: Marcos Gutiérrez Escandón - PSOE
- Alcalde electo: Emilio Manuel García Longo - PSOE

|              |              |       |        |  |  |  |  |  |
| Censo        | Censo        | 4.561 | 100%   |  |  |  |  |  |
| Abstenciones | Abstenciones | 1.571 | 34,44% |  |  |  |  |  |
| Votantes     | Votantes     | 2.990 | 65,56% |  |  |  |  |  |
| Blancos      | Blancos      | 87    | 2,98%  |  |  |  |  |  |
| Nulos        | Nulos        | 75    | 2,51%  |  |  |  |  |  |
| Válidos      | Válidos      | 2.903 | 97,02% |  |  |  |  |  |

### Piloña
- 13 concejales a elegir
- Alcaldesa saliente: Mª del Carmen Fernández Barrera - PSOE
- Alcalde electo: Iván Allende Toraño- PSOE

|              |              |       |        |  |  |  |  |  |
| Censo        | Censo        | 6.495 | 100%   |  |  |  |  |  |
| Abstenciones | Abstenciones | 2.341 | 36,04% |  |  |  |  |  |
| Votantes     | Votantes     | 4.154 | 63,96% |  |  |  |  |  |
| Blancos      | Blancos      | 65    | 1,59%  |  |  |  |  |  |
| Nulos        | Nulos        | 65    | 1,56%  |  |  |  |  |  |
| Válidos      | Válidos      | 4.089 | 98,44% |  |  |  |  |  |

### Pravia
- 13 concejales a elegir
- Alcalde saliente: Antonio Silverio de Luis Solar - PSOE
- Alcalde electo: Antonio Silverio de Luis Solar - PSOE

|              |              |       |        |  |  |  |  |  |
| Censo        | Censo        | 7.276 | 100%   |  |  |  |  |  |
| Abstenciones | Abstenciones | 2.577 | 35,42% |  |  |  |  |  |
| Votantes     | Votantes     | 4.699 | 64,58% |  |  |  |  |  |
| Blancos      | Blancos      | 146   | 3.20%  |  |  |  |  |  |
| Nulos        | Nulos        | 141   | 3%     |  |  |  |  |  |
| Válidos      | Válidos      | 4.558 | 97%    |  |  |  |  |  |

### Ribadesella
- 13 concejales a elegir
- Alcaldesa saliente: Rosario Montserrat Fernández Román - FAC
- Alcalde electo: Rosario Montserrat Fernández Román - FAC

|              |              |       |        |  |  |  |  |  |
| Censo        | Censo        | 5.045 | 100%   |  |  |  |  |  |
| Abstenciones | Abstenciones | 1.794 | 35,35% |  |  |  |  |  |
| Votantes     | Votantes     | 3.281 | 64,65% |  |  |  |  |  |
| Blancos      | Blancos      | 64    | 1,98%  |  |  |  |  |  |
| Nulos        | Nulos        | 53    | 1,62%  |  |  |  |  |  |
| Válidos      | Válidos      | 3.228 | 98,38% |  |  |  |  |  |

### Riosa
- 11 concejales a elegir
- Alcalde saliente: José Antonio Muñiz Álvarez - PSOE
- Alcalde electo: José Antonio Muñiz Álvarez - PSOE

|              |              |       |        |  |  |  |  |  |
| Censo        | Censo        | 1.836 | 100%   |  |  |  |  |  |
| Abstenciones | Abstenciones | 544   | 29,63% |  |  |  |  |  |
| Votantes     | Votantes     | 1.292 | 70,37% |  |  |  |  |  |
| Blancos      | Blancos      | 21    | 1,65%  |  |  |  |  |  |
| Nulos        | Nulos        | 20    | 1,55%  |  |  |  |  |  |
| Válidos      | Válidos      | 1.272 | 88,45% |  |  |  |  |  |

### Salas
- 13 concejales a elegir
- Alcalde saliente: Sergio Hidalgo Alonso - FAC
- Alcalde electo: Sergio Hidalgo Alonso - FAC

|              |              |       |        |  |  |  |  |  |
| Censo        | Censo        | 4.786 | 100%   |  |  |  |  |  |
| Abstenciones | Abstenciones | 1.245 | 26,01% |  |  |  |  |  |
| Votantes     | Votantes     | 3.541 | 73,99% |  |  |  |  |  |
| Blancos      | Blancos      | 67    | 1,93%  |  |  |  |  |  |
| Nulos        | Nulos        | 66    | 1,86%  |  |  |  |  |  |
| Válidos      | Válidos      | 3.465 | 98,14% |  |  |  |  |  |

### San Martín del Rey Aurelio
- 17 concejales a elegir
- Alcalde saliente: Enrique Fernández Rodríguez - PSOE
- Alcalde electo: Enrique Fernández Rodríguez - PSOE

|              |              |        |        |  |  |  |  |  |
| Censor       | Censor       | 14.929 | 100%   |  |  |  |  |  |
| Abstenciones | Abstenciones | 5.655  | 62,12% |  |  |  |  |  |
| Votantes     | Votantes     | 9.274  | 37,88  |  |  |  |  |  |
| Blancos      | Blancos      | 166    | 1,83%  |  |  |  |  |  |
| Nulos        | Nulos        | 203    | 2,19%  |  |  |  |  |  |
| Válidos      | Válidos      | 9.071  | 97,81% |  |  |  |  |  |

### Siero
- 25 concejales a elegir
- Alcalde saliente: Eduardo Enrique Martínez Llosa - FAC
- Alcalde electo: Ángel Antonio García González - PSOE

|              |              |        |        |  |  |  |  |  |
| Censo        | Censo        | 43.231 | 100%   |  |  |  |  |  |
| Abstenciones | Abstenciones | 17.640 | 40,80% |  |  |  |  |  |
| Votantes     | Votantes     | 25.591 | 59,20% |  |  |  |  |  |
| Blancos      | Blancos      | 519    | 2,06%  |  |  |  |  |  |
| Nulos        | Nulos        | 394    | 1,54%  |  |  |  |  |  |
| Válidos      | Válidos      | 25.197 | 98,46% |  |  |  |  |  |

### Soto del Barco
- 11 concejales a elegir
- Alcalde saliente: Jaime José Menéndez Corrales - Candidatura Independiente del Concejo de Soto del Barco (CISB)
- Alcalde electo: Jaime José Menéndez Corrales - Candidatura Independiente del Concejo de Soto del Barco (CISB)

|              |              |       |        |  |  |  |  |  |
| Censo        | Censo        | 3.546 | 100%   |  |  |  |  |  |
| Abstenciones | Abstenciones | 1.074 | 30,29% |  |  |  |  |  |
| Votantes     | Votantes     | 2.472 | 69,71% |  |  |  |  |  |
| Blancos      | Blancos      | 29    | 1,19%  |  |  |  |  |  |
| Nulos        | Nulos        | 25    | 1,01%  |  |  |  |  |  |
| Válidos      | Válidos      | 3.521 | 98,99% |  |  |  |  |  |

### Tineo
- 17 concejales a elegir
- Alcalde saliente: José Ramón Feito Lorences - PSOE
- Alcalde electo: José Ramón Feito Lorences - PSOE

|              |              |       |        |  |  |  |  |  |
| Censo        | Censo        | 8.778 | 100%   |  |  |  |  |  |
| Abstenciones | Abstenciones | 3.756 | 42,79% |  |  |  |  |  |
| Votantes     | Votantes     | 5.022 | 57,21% |  |  |  |  |  |
| Blancos      | Blancos      | 107   | 2,16%  |  |  |  |  |  |
| Nulos        | Nulos        | 79    | 1,57%  |  |  |  |  |  |
| Válidos      | Válidos      | 4.943 | 98,43% |  |  |  |  |  |

### Tapia de Casariego
- 11 concejales a elegir
- Alcalde saliente: Enrique Fernández Castelao - PP
- Alcalde electo: Enrique Fernández Castelao - PP

|              |              |       |        |  |  |  |  |  |
| Censo        | Censo        | 3.397 | 100%   |  |  |  |  |  |
| Abstenciones | Abstenciones | 1.082 | 31,85% |  |  |  |  |  |
| Votantes     | Votantes     | 2.315 | 68,15% |  |  |  |  |  |
| Blancos      | Blancos      | 88    | 3,95%  |  |  |  |  |  |
| Nulos        | Nulos        | 85    | 3,67%  |  |  |  |  |  |
| Válidos      | Válidos      | 2.230 | 96,33% |  |  |  |  |  |

### Valdés
- 17 concejales a elegir
- Alcalde saliente: Simón Guardado Pérez - PSOE
- Alcalde electo: Simón Guardado Pérez - PSOE

|              |              |        |        |  |  |  |  |  |
| Censo        | Censo        | 11.847 | 100%   |  |  |  |  |  |
| Abstenciones | Abstenciones | 4.498  | 41,47% |  |  |  |  |  |
| Votantes     | Votantes     | 6.349  | 58,53% |  |  |  |  |  |
| Blancos      | Blancos      | 219    | 3,57%  |  |  |  |  |  |
| Nulos        | Nulos        | 217    | 3,42%  |  |  |  |  |  |
| Válidos      | Válidos      | 6.132  | 96,58% |  |  |  |  |  |

### Vegadeo
- 11 concejales a elegir
- Alcaldesa saliente: María Begoña Calleja Quijada - PP
- Alcalde electo: César Álvarez Fernández - PSOE

|              |              |       |        |  |  |  |  |  |
| Censo        | Censo        | 3.565 | 100%   |  |  |  |  |  |
| Abstenciones | Abstenciones | 917   | 25,72% |  |  |  |  |  |
| Votantes     | Votantes     | 2.648 | 74,28% |  |  |  |  |  |
| Blancos      | Blancos      | 57    | 2,19%  |  |  |  |  |  |
| Nulos        | Nulos        | 40    | 1,51%  |  |  |  |  |  |
| Válidos      | Válidos      | 2.608 | 98,49% |  |  |  |  |  |

### Villaviciosa
- 17 concejales a elegir
- Alcalde saliente: José Manuel Felgueres Abad - PP
- Alcalde electo: Alejandro Vega Riego - PSOE

|              |              |        |        |  |  |  |  |  |
| Censo        | Censo        | 12.433 | 100%   |  |  |  |  |  |
| Abstenciones | Abstenciones | 4.512  | 36,29% |  |  |  |  |  |
| Votantes     | Votantes     | 7.921  | 63,71% |  |  |  |  |  |
| Blancos      | Blancos      | 142    | 1,81%  |  |  |  |  |  |
| Nulos        | Nulos        | 91     | 1,15%  |  |  |  |  |  |
| Válidos      | Válidos      | 7.830  | 98,85% |  |  |  |  |  |